# Oeuvre van Howard Hanson
De Amerikaanse componist Howard Hanson heeft de volgende werken geschreven.
- (1914): opus 1: Prelude and Double concert fugue voor 2 piano’s;
- (1915): opus 2: Three songs for high voice voor stem en piano;
- (1915): opus 3: Liederen op tekst van Walt Whitman ;(1) The untold want; (2) Portals; (3): Joy, Shipmate joy;
- (1916): opus 4: Schaefer's Sontagslied;
- (1916): opus 5: Kwintet in f mineur voor twee violen, altviool, cello en piano;
- (1916): opus 6: Symfonische prelude ;
- (1917): opus 7: Concerto da Camera voor 2 violen, altviool, cello en piano;
- (1917): opus 8: Symfonische legende;
- (1917): opus 9: Poèmes Èrotiques voor piano;
- (1917): opus 10: Exaltation voor stem en piano;
- (1918): opus 11: Pianosonate;
- (1918): opus 12: Drie Miniaturen;
- (1918): opus 13: Scandinavische suite voor piano;
- (1919): opus 14: Symfonische rhapsodie;
- (1919): opus 15: Drie Zweedse Volksliedjes;
- (1919): opus 16: California Forest Play of 1920;
- (1920): opus 17: Before the Dawn (symfonisch gedicht);
- (1920): opus 18: Drie Etudes;
- (1920): opus 19: Two Yuletide Pieces for piano waaronder (1957) March Carillon, later voor orkest;
- (1920): opus 20: Exaltation; symfonisch gedicht;
- (1922): opus 21: Symfonie nr. 1 – Nordic;
- (1923): opus 22: North and West; symfonisch gedicht met koor ; later bewerkt tot Concert voor Orgel, Harp en Strijkers;
- (1923): opus 23: Strijkkwartet ;
- (1923): opus 24: Lux aeterna ; symfonisch gedicht ;
- (1925): opus 25: The Lament for Beowulf, voor koor en orkest;
- (1926): opus 26: Pan and the Priest ; symfonisch gedicht;
- (1927): opus 27: Concert voor Orgel, Harp en Strijkers; in de setting orgel en symfonie-orkest;
- (1927): opus 28: Heroic Elegy voor koor (woordloos) en orkest;
- (1929): opus 29: Beat, beat and drums voor koor en orkest;
- (1930): opus 30: Symfonie nr. 2 – Romantic;
- (1931): opus 31: Merry Mount; opera; (met in 1938 een orkestsuite);
- (1935): opus 32: Songs from Drum Taps, voor bariton, koor en orkest;
- (1935): Enchantment voor piano;
- (1938): Hymn of the pioneers;
- (1941): opus 33: Symfonie nr. 3;
- (1943): opus 34: Symfonie nr. 4 – The Requiem;
- (1945): opus 35: Serenade voor fluit, harp en strijkers;
- (1948): opus 36: Pianoconcert;
- (1949): opus 37: The Cherubic Hymn, voor koor en orkest;
- (1949): opus 38: Pastorale voor hobo, harp en strijkers
- (1951): opus 39 (?): Elegie in Memoriam Sergej Koussevitzky;
- (1951): opus 40: Fantasy Variations on a Theme of Youth, voor piano en strijkers;
- (1952): opus 41: How Excellent Thy Name, voor vrouwenkoor en piano;
- (1952): opus 42: Koraal en Halleluja;[1]
- (1955): opus 43: Symfonie nr. 5 – Sinfonia Sacra;
- (1956): opus 44: Song of Democracy, voor koor;
- (1958): Mozaïeken (Mosaics);
- (1958): Summer Seascape nr. 1;
- (1961): opus 46: Bold Island Suite;
- (1963): For the first time
- (1963): opus 49: Song of Human Rights, voor koor
- (1965): Psalm CL, voor mannenkoor
- (1966): Summer Seascape nr. 2 voor altviool en strijkers
- (1967): Centennial March[2]
- (1967): Dies Natalis
- (1967): Symfonie nr. 6
- (1968): Psalm CXXI, voor bariton, koor en orkest
- (1969): Streams in the Desert, voor koor en orkest
- (1970): The Mystic Trumpeter, voor verteller, koor en orkest
- (1972): Young person’s guide to the six tone scale voor piano, blaasinstrumenten en percussie
- (1974): Lumen in Christio
- (1975): Laude, Chorale, Variations and Metamorphoses on Psalm 150;
- (1976): New Land, New Covenant, oratorium
- (1977): Rhythmic Variations on Two Ancient hymnes;
- (1977): Symfonie nr. 7 – Sea Symphony
- (1979): Nymphs and Satyr Ballet Suite

## Jaartal onbekend
- Clog dance voor piano
- Dance of two warriors voor piano
- Slumbersong voor piano
- Psalm 8 voor koor
- To my little baby dear, voor kinderkoor.

## Media
1. ↑  Chorale and Alleluia, op. 42 door Christian Alonzo (eufonium) en het "Brooklyn College Conservatory Wind Ensemble o.l.v. Dr. Emily Moss
2. ↑  Centennial March door "Sunderman Conservatory Wind Symphony" o.l.v. Russel McCatchen